# دون ديلي
دون ديلي (بالإنجليزية: Don Dailey)‏ هو مبرمج ألعاب أمريكي، ولد في 10 مارس 1956 في كالامازو في الولايات المتحدة، وتوفي في 22 نوفمبر 2013 في روانوك في الولايات المتحدة بسبب ابيضاض الدم.